# Giugliano in Campania
Giugliano in Campania är en stad i storstadsregionen Neapel, innan 2015 provinsen Neapel, i regionen Campania i Italien. Giugliano in Campania gränsar till kommunerna Aversa, Casapesenna, Castel Volturno, Lusciano, Melito di Napoli, Mugnano di Napoli, Parete, Pozzuoli, Qualiano, Quarto, San Cipriano d'Aversa, Sant'Antimo, Trentola-Ducenta, Villa Literno och Villaricca.

## Befolkningsutveckling
Antalet invånare i kommunen